# Eutichio Ajello

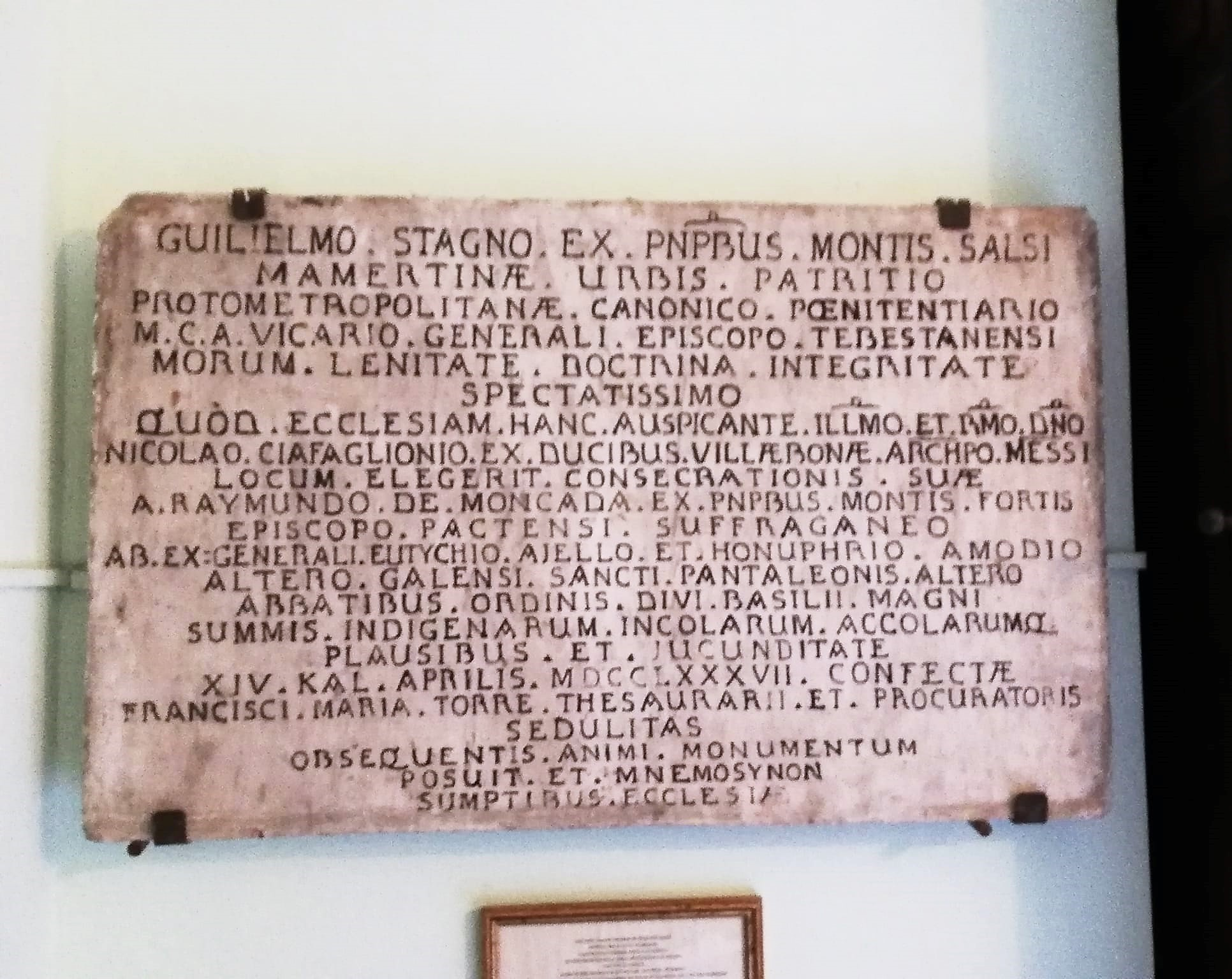
Targa con iscrizione riguardante Eutichio Ajello.

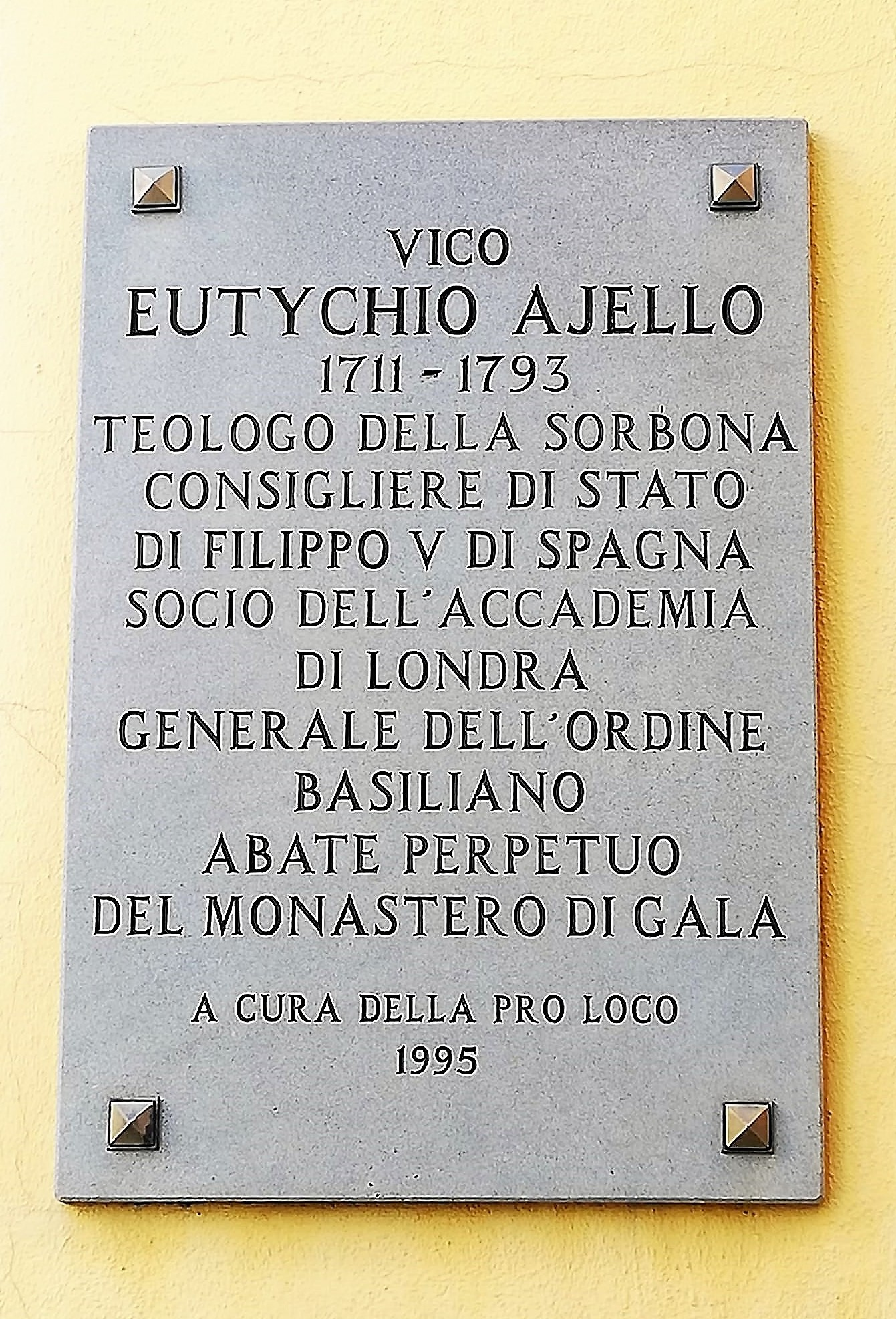
Targa del vicolo intitolato ad Eutichio Ajello a Barcellona Pozzo di Gotto.

Eutichio Ajello (Messina, 1711 – Barcellona Pozzo di Gotto, 1793) è stato un abate, bibliotecario e antiquario italiano.

## Biografia
Eutichio Ajello y Lascaris nacque probabilmente a Messina, come lui stesso afferma in una lettera a Ludovico Antonio Muratori (Modena, 1672-1750), ma studiò certamente nel monastero di Santa Maria di Gala dell'Ordine basiliano, importante istituzione religiosa ubicata nell'omonima frazione collinare di Barcellona.
Divenuto diacono presso il monastero di San Michele in Sant'Angelo, poi abate del monastero del Santissimo Salvatore di Messina, si distinse per virtù cristiane e per le sue conoscenze in ogni campo disciplinare, incrementò i già fiorenti studi classici e dispose una nuova compilazione del catalogo dei codici greci, conservati nella biblioteca di quel cenobio. In seguito fu eletto dapprima visitatore provinciale, procuratore generale e poi diffinitore generale dell'Ordine di San Basilio.
Personalità eclettica, religioso dal multiforme ingegno, distintosi come abate, filosofo e teologo, dotto in eloquenza e dottrina, studioso delle arti e delle scienze, bibliotecario e antiquario, soggiornò nelle principali città europee di Francia, Germania, Inghilterra e Paesi Bassi, lasciando dietro di sé una fama quasi sconosciuta in Italia.
Scarne le fonti documentali in patria, per contro numerose sono le attestazioni e i riferimenti, in particolar modo in ambito artistico come catalogatore durante il lungo soggiorno iberico presso Casa Borbone.

### Periodo spagnolo
Nel 1743, su invito di Elisabetta Farnese, moglie di Filippo V, si recò in Spagna, al seguito della sposa di Stefano Reggio, principe di Jaci, ambasciatore partenopeo a Madrid. Durante il soggiorno madrileno presso la corte fu nominato bibliotecario e antiquario, e poco dopo assunse l'alta carica di consigliere di Stato.
Lavorò per nove anni presso la Biblioteca e nel Museo del Palazzo Reale di San Ildefonso presso La Granja (edificio dal prospetto progettato dal conterraneo Filippo Juvarra), una cittadina nella provincia di Segovia, a nord di Madrid, al servizio di una delle più potenti regine dell'epoca e del figlio don Luigi Antonio che lo nominò suo teologo e consultore di camera fino al 1752, data nella quale ritornò in Italia.
Isabella Farnese lo ricompensò con un pettorale e un anello «di zaffiri e diamanti, in considerazione del lavoro svolto per la descrizione delle statue di questo Reale Palazzo».

### Periodo francese
In seguito fu aggregato come dottore di filosofia alla Sorbona, per i suoi pregi e cultura entrò in familiarità con i più illustri uomini inglesi e con quelli che prepararono la rivoluzione francese.

### Periodo inglese
A Londra fu aggregato ad una non meglio precisata Accademia come membro e maestro apprezzato da una cerchia di eminenti intellettuali.

### Periodo napoletano
Nel 1792 si recò a Napoli dove pubblicò in età avanzata gli opuscoli su sollecitazione e pressione degli amici, attività che finanziò probabilmente vendendo i preziosi che gli aveva donato la sovrana Isabella. Fu nominato abate generale dell'Ordine basiliano.

### Periodo siciliano
Tornato in Sicilia come abate perpetuo si dedicò alla conduzione e direzione del monastero di Gala, ove rimase fino alla morte.
Fino all'emanazione delle leggi eversive nel nuovo monastero dei basiliani di contrada Fai, quartiere Immacolata, esisteva un suo ritratto, oggi scomparso con la spoliazione delle strutture dell'istituzione avvenuta dopo il forzato abbandono a seguito della soppressione del 1865 degli ordini religiosi. Il dipinto recava la seguente iscrizione:
"Ill. mus et rev. P. S. T. M. D. Eutychius Ajello Dr. Sorbonicus, socius anglicanus antiquarius, Pr. mus theologus et consilus S. R. M. Regius pensionatus Huius coenobii abbas perpetuus et universi nostri ordinis generalis".

## Opere

### Opere filosofiche - dottrinali
- "Horologium Ecclesiasticarum Horarum Volumen", Roma, 1772.

### Opere scientifiche
- "Saggio d'istituzioni d'agricoltura", Napoli, 1782. (L'opera è stata attribuita erroneamente a Eutichio Ajello dall'OPAC sulla scorta del Dizionario di opere anonime e pseudonime di Gaetano Melzi, Milano, 1786-1851).

Due volumi in tre tomi, conservati nella biblioteca comunale di Barcellona raggruppano:
- "Analisi delle facoltà scientifiche e modo di studiarle" (Metodo come debbano studiarsi le scienze),[2][3] Tomo I.
- "Analisi dell'uomo sopra i punti principali che allo stesso appartengono" (Stato dell'uomo),[3] Tomo II.
- "Analisi della storia arcana della natura",[3] Tomo III (Napoli, presso Vincenzo Manfredini, 1792).

### Manoscritti e cataloghi opere d'arte
Assolvendo l'incarico regio, l'abate completò il manoscritto (denominato in tempi moderni Quaderno d'Ajello), appunti dapprima dati per scomparsi e in seguito parzialmente ritrovati negli archivi documentali del Museo del Prado. Composto di 224 pagine scritte in italiano, raggruppa 23 dissertazioni, con 44 disegni di Juan Bernabè Palomino, illustranti la sessantina di opere di scultura della galleria del Real Sitio de San Ildefonso. Si tratta di un vero e proprio catalogo d'arte che tanti studiosi hanno utilizzato e citato nelle bibliografie delle loro opere e cataloghi.
Il manoscritto fu concepito durante la sistemazione della galleria d'arte di San Ildefonso, completato nel 1751, comprendente una raccolta di sculture collezionata a partire dal 1728 al 1746, anno di morte della regina. Molte le opere italiane contemplate, frutto di una fusione di precedenti collezioni (tra esse quella della regina Cristina di Svezia accumulata durante i soggiorni e la permanenza a Roma, frazionata e svenduta dopo pochi e immediati passaggi d'eredità in seguito alla morte della sovrana, e il ciclo delle muse acquistato dai reali e proveniente da Villa Adriana. La galleria è in seguito confluita al Museo del Prado di Madrid.
- " "El Cuaderno de Ajello" y las Esculturas del Museo del Prado ", Catalogo della Mostra, Madrid 19 ottobre 1998 - 3 gennaio 1999.[4]

Nel 2006 il Museo ha provveduto alla pubblicazione del catalogo manoscritto di Ajello dal titolo "Saggio del Primo Tomo […] Descrizione [della] Celebre Real Galleria di San Ydelfonso", curato da S. Schroder e Miguel Ángel Elvira Barba.
Del quaderno esistono decine di edizioni, riedizioni e traduzioni che fanno l'opera più conosciuta dell'Ajello. Per contro anche tutte le altre opere sono citate nei cataloghi più importanti fino al XX secolo.